# Baker (California)
Baker è un census-designated place nella contea di San Bernardino in California. Secondo il censimento del 2010 la popolazione era di 735 abitanti. Il codice di avviamento postale è 92309.

## Storia
Baker fu fondata dapprima come stazione ferroviaria lungo la Tonopah and Tidewater Railroad nel 1908. Prese il nome da Richard C. Baker, partner in affari di Francis Marion Smith nella costruzione della ferrovia
.
Nel 1929 venne fondata come cittadina da Ralph Jacobus Fairbanks un imprenditore edile che fondò anche altre città nella zona della valle della Morte in California incluse Fairbank Springs e Shoshone.